# آدم روبرتس
آدم روبرتس (بالإنجليزية: Adam Roberts)‏ (30 ديسمبر 1991 بمانشستر في المملكة المتحدة - ) هو لاعب كرة قدم بريطاني في مركز الوسط. لعب مع ماكليسفيلد تاون وليك تاون ‏ ونورثويتش فيكتوريا.

## وصلات خارجية
- آدم روبرتس على موقع قاعدة بيانات كرة القدم.إي يو (الإنجليزية)
- آدم روبرتس على موقع Soccerbase.com (لاعب) (الإنجليزية)